# Andrei Troschtschinski
Andrei Borissowitsch Troschtschinski (* 14. Februar 1978 in Ust-Kamenogorsk, Kasachische SSR, Sowjetunion; † 21. Dezember 2015 in Pawlodar) war ein kasachischer Eishockeyspieler, der seit 2011 beim HK Ertis Pawlodar in der kasachischen Meisterschaft unter Vertrag stand. Sein älterer Bruder Alexei war ebenfalls kasachischer Nationalspieler.

## Karriere
Andrei Troschtschinski begann seine Karriere als Eishockeyspieler in seiner Heimatstadt in der Nachwuchsabteilung von Torpedo Ust-Kamenogorsk, für dessen Profimannschaft er in der Saison 1998/99 sein Debüt in der Wysschaja Liga, der zweiten russischen Spielklasse gab. Bereits als Juniorenspieler war er zuvor im NHL Entry Draft 1998 in der sechsten Runde als insgesamt 170. Spieler von den St. Louis Blues ausgewählt worden. Von 2000 bis 2002 lief der Stürmer für das Farmteam der St. Louis Blues, die Worcester IceCats, in der American Hockey League auf.
Im Sommer 2002 unterschrieb Troschtschinski einen Vertrag beim HK Metallurg Magnitogorsk, für den er jedoch nur ein einziges Spiel in der russischen Superliga bestritt, ehe er in den folgenden sieben Spielzeiten für seinen Heimatclub Torpedo Ust-Kamenogorsk in der russischen Wysschaja Liga bzw. der Kasachischen Meisterschaft auf dem Eis stand. In der Saison 2008/09 bestritt der ehemalige Nationalspieler zudem zwei Spiele für Barys Astana in der neu gegründeten Kontinentalen Hockey-Liga. In der Saison 2009/10 spielte der Kasache zunächst für den slowenischen Club HK Jesenice in der Österreichischen Eishockey-Liga. Für diesen erzielte er in elf Spielen drei Tore und gab weitere drei Vorlagen. Die Spielzeit beendete er allerdings beim russischen Zweitligisten Gasowik Tjumen.
Die Saison 2010/11 begann Troschtschinski beim HK Sary-Arka Karaganda in der kasachischen Meisterschaft und beendete sie bei seinem Ex-Verein Kaszink-Torpedo Ust-Kamenogorsk in der Wysschaja Hockey-Liga. Zur folgenden Spielzeit schloss er sich dem kasachischen Erstligisten HK Ertis Pawlodar an, mit dem er 2013 und 2015 kasachischer Meister wurde. Dazwischen gewann er 2014 mit dem HK Arlan Kökschetau den kasachischen Vizemeistertitel.

### International
Für Kasachstan nahm Troschtschinski im Juniorenbereich an der U18-Meisterschaft Asiens und Ozeaniens und der Junioren-C-Weltmeisterschaft 1996 teil, die er beide mit seinem Team gewinnen konnte. 1998 spielte er mit der kasachischen U20-Auswahl bei der A-Weltmeisterschaft dieser Altersklasse. Im Seniorenbereich trat er für sein Land bei der A-Weltmeisterschaft 1998 und B-Weltmeisterschaft 2000 sowie nach der Umstellung auf das heutige Divisionensystem in der Division I 2003 und 2007 und der Top-Division 2004, 2005 und 2006 an. Zudem vertrat er seine Farben bei den Olympischen Winterspielen 2006.

### Tod
Troschtschinski erlag am 21. Dezember 2015 im Alter von 37 Jahren einem Herzinfarkt.

## Erfolge und Auszeichnungen
- 1994 Gewinn der U18-Meisterschaft Asiens und Ozeaniens
- 1996 Aufstieg in die B-Gruppe bei der Junioren-C-Weltmeisterschaft
- 2003 Aufstieg in die Top Division bei der Weltmeisterschaft der Division I
- 2007 Silbermedaille bei den Winter-Asienspielen
- 2013 Kasachischer Meister mit dem HK Ertis Pawlodar
- 2015 Kasachischer Meister mit dem HK Ertis Pawlodar

## Statistik
(Stand: Ende der Saison 2010/11)